# Vavrinec
Vavrinec je obec na Slovensku v okrese Vranov nad Topľou. Žije zde 55 obyvatel.
První písemná zmínka o obci pochází z roku 1363. Nachází se zde řeckokatolický chrám Seslání svatého Ducha.

## Poloha
Obec leží v nejjižnější části Nízkých Beskyd v jihozápadní části Ondavské vrchoviny a na severovýchodním okraji Slánských vrchů v údolí Dedinského potoka, přítoku řeky Tople. Mírně členité území leží v nadmořské výšce 250–400 m, střed obce je ve výšce 285 m n. m. Povrch je tvořen terciérním flyšem. V podloží sopečných hornin se nachází neogenní sedimenty. Na konci třetihor v průběhu andezitové fáze proběhlo v Slánských vrších zrudnění zlata, stříbra a rtuti.

### Sousední obce
Obec sousedí s obcí Bžany na severu, Detrik na východě, Skrabské na jihu a obcemi Remeniny a Matiaška na východě.

## Znak
Blason: V červeném štítu skloněný rošt po bocích provázený zlatými měšci se stříbrnými šňůrkami.
Znak, který odkazuje na atributy svatého Vavřince, byl obci udělen v roce 2006.

## Památky
Řeckokatolický jednolodní kostel Seslání Ducha Svatého, který byl postaven v pozdně klasicistním stylu v roce 1858. V roce 1925 byl rozšířen přístavbou širší lodi s vestavěnou hranolovou věží. Kněžiště má půlkruhový závěr, loď je sklenutá pruskou plackou. Kostel je od roku 1963 kulturní památkou Slovenska.